# Warsama Hassan
Warsama Hassan Houssein, plus couramment appelé Warsama Hassan, né le 17 mars 1999 à Djibouti, est un footballeur international djiboutien, qui joue au poste de milieu de terrain à l'AS Arta/Solar7. Il possède également la nationalité belge,.

## Biographie

### En club

#### Jeunesse et formation
Warsama Hassan est formé au Standard de Liège durant huit saisons, des U8 jusqu'aux U16,.
En 2015, le club du Feyenoord Rotterdam se montre intéressé, mais le transfert vers l’académie du club néerlandais échoue à cause de problèmes de montant d'indemnité de formation due au Standard de Liège.
Il intègre ensuite le centre de formation du KRC Genk. Il y évolue durant trois saisons, et finit par atteindre le noyau des espoirs du club,,.

#### Débuts professionnels (2019-2020)
Il quitte le club limbourgeois pour le RFC Seraing lors des transferts hivernaux de janvier 2019, où il paraphe un contrat professionnel de deux saisons, assorti d’une autre saison en option,,. Il devient ainsi le premier footballeur djiboutien à décrocher un contrat professionnel en Europe.
Son premier match officiel pour le RFC Seraing a lieu le 12 janvier 2019, face au KFC Dessel, lors de la 17e journée de championnat.

#### Exil à l'étranger (depuis 2020)
Incapable de se forger une place de titulaire au sein du noyau sérésien, la faute notamment à une blessure encourue en sélection djiboutienne, en octobre 2020, Hassan trouve refuge en Slovaquie et signe un contrat de deux ans avec le ŠKF Sereď.
N'ayant disputé aucune rencontre avec le Sereď, une saison à peine après sa première aventure à l'étranger, le jeune international djiboutien s'engage auprès des Sliema Wanderers à Malte.
En juin 2022, Hassan prend la décision de rentrer dans son pays natal et signe à l'AS Arta/Solar7, titré lors des deux éditions précédentes du championnat djiboutien. Il est sacré champion en 2024.

### En sélections nationales
Warsama Hassan compte cinq sélections en équipes d'âges belges, des moins de 15 ans aux moins de 17 ans,.
Natif de Djibouti et possédant la double nationalité djiboutienne et belge, il est contacté en 2019 par le sélectionneur national Julien Mette de la fédération djiboutienne, afin de prendre part aux éliminatoires de la zone Afrique en vue de la Coupe du monde 2022 organisée au Qatar. Il commence sa carrière internationale le 4 septembre 2019, contre l'Eswatini, au stade El Hadj Hassan Gouled Aptidon, lors de ces éliminatoires (victoire, 2-1).
Après s'être imposé dans la première manche, le 10 septembre 2019, au terme du match retour, Djibouti obtient le partage (nul, 0-0) et décroche un qualification historique pour les phases de groupe des éliminatoires,. Les Djiboutiens finiront toutefois derniers de leur poule, échouant à se placer pour la phase finale.

## Statistiques

### En club
| Saison                | Club                  | Championnat           | Championnat | Championnat | Championnat | Coupe(s) nationale(s) | Coupe(s) nationale(s) | Coupe(s) nationale(s) | Compétition(s) continentale(s) | Compétition(s) continentale(s) | Compétition(s) continentale(s) | Compétition(s) continentale(s) | Total | Total | Total |
| Saison                | Club                  | Division              | M.          | B.          | P.d.        | M.                    | B.                    | P.d.                  | Comp.                          | M.                             | B.                             | P.d.                           | M.    | B.    | P.d.  |
| 2018-2019             | RFC Seraing           | Division 1 Amateur    | 4           | 0           | 0           | -                     | -                     | -                     | -                              | -                              | -                              | -                              | 4     | 0     | 0     |
| 2019-2020             | RFC Seraing           | Division 1 Amateur    | 3           | 0           | 0           | 0                     | 0                     | 0                     | -                              | -                              | -                              | -                              | 3     | 0     | 0     |
| Sous-total            | Sous-total            | Sous-total            | 7           | 0           | 0           | 0                     | 0                     | 0                     | -                              | -                              | -                              | -                              | 7     | 0     | 0     |
| 2020-2021             | ŠKF Sereď             | Fortuna Liga          | 0           | 0           | 0           | -                     | -                     | -                     | -                              | -                              | -                              | -                              | 0     | 0     | 0     |
| 2021-2022             | Sliema Wanderers      | Premier League        | 3           | 0           | 0           | -                     | -                     | -                     | -                              | -                              | -                              | -                              | 3     | 0     | 0     |
| 2022-2023             | AS Arta/Solar7        | Division 1            | -           | -           | -           | -                     | -                     | -                     | CCL                            | 1                              | 0                              | 0                              | 1     | 0     | 0     |
| 2023-2024             | AS Arta/Solar7        | Division 1            | -           | -           | -           | -                     | -                     | -                     | CCC                            | 4                              | 1                              | 0                              | 4     | 1     | 0     |
| 2024-2025             | AS Arta/Solar7        | Division 1            | -           | -           | -           | -                     | -                     | -                     | CCL                            | 2                              | 0                              | 0                              | 2     | 0     | 0     |
| Sous-total            | Sous-total            | Sous-total            | -           | -           | -           | -                     | -                     | -                     | -                              | 7                              | 1                              | 0                              | 7     | 1     | 0     |
| Total sur la carrière | Total sur la carrière | Total sur la carrière | 10          | 0           | 0           | 0                     | 0                     | 0                     | -                              | 7                              | 1                              | 0                              | 17    | 1     | 0     |

### En sélections nationales
| Saison                | Sélection             | Phases finales         | Phases finales | Phases finales | Phases finales | Éliminatoires CDM | Éliminatoires CDM | Éliminatoires CDM | Éliminatoires CAN | Éliminatoires CAN | Éliminatoires CAN | Éliminatoires CHAN | Éliminatoires CHAN | Éliminatoires CHAN | Matchs amicaux | Matchs amicaux | Matchs amicaux | Total | Total | Total |
| Saison                | Sélection             | Compétition            | M              | B              | Pd             | M                 | B                 | Pd                | M                 | B                 | Pd                | M                  | B                  | Pd                 | M              | B              | Pd             | M     | B     | Pd    |
| --------------------- | --------------------- | ---------------------- | -------------- | -------------- | -------------- | ----------------- | ----------------- | ----------------- | ----------------- | ----------------- | ----------------- | ------------------ | ------------------ | ------------------ | -------------- | -------------- | -------------- | ----- | ----- | ----- |
| 2019-2020             | Djibouti              | Coupe CECAFA 2019 (en) | 4              | 0              | 0              | 2                 | 0                 | 0                 | 2                 | 0                 | 0                 | -                  | -                  | -                  | -              | -              | -              | 8     | 0     | 0     |
| 2021-2022             | Djibouti              | -                      | -              | -              | -              | 6                 | 1                 | 0                 | 2                 | 0                 | 0                 | -                  | -                  | -                  | -              | -              | -              | 8     | 1     | 0     |
| 2022-2023             | Djibouti              | -                      | -              | -              | -              | -                 | -                 | -                 | -                 | -                 | -                 | 2                  | 1                  | 0                  | 2              | 0              | 0              | 4     | 1     | 0     |
| 2023-2024             | Djibouti              | -                      | -              | -              | -              | 2                 | 0                 | 0                 | 2                 | 0                 | 0                 | -                  | -                  | -                  | 1              | 0              | 0              | 5     | 0     | 0     |
| 2024-2025             | Djibouti              | -                      | -              | -              | -              | 1                 | 0                 | 0                 | -                 | -                 | -                 | 2                  | 0                  | 0                  | -              | -              | -              | 3     | 0     | 0     |
| Total sur la carrière | Total sur la carrière | Total sur la carrière  | 4              | 0              | 0              | 11                | 1                 | 0                 | 6                 | 0                 | 0                 | 4                  | 1                  | 0                  | 3              | 0              | 0              | 28    | 2     | 0     |

### Matchs internationaux
| Matchs internationaux de Warsama Hassan, | Matchs internationaux de Warsama Hassan, | Matchs internationaux de Warsama Hassan,                  | Matchs internationaux de Warsama Hassan, | Matchs internationaux de Warsama Hassan, | Matchs internationaux de Warsama Hassan, | Matchs internationaux de Warsama Hassan, | Matchs internationaux de Warsama Hassan,                              |
| #                                        | Date                                     | Lieu                                                      | Adversaire                               | Résultat                                 | Compétition                              | Club                                     | Notes                                                                 |
| ---------------------------------------- | ---------------------------------------- | --------------------------------------------------------- | ---------------------------------------- | ---------------------------------------- | ---------------------------------------- | ---------------------------------------- | --------------------------------------------------------------------- |
| 1                                        | 4 septembre 2019                         | Stade El Hadj-Hassan-Gouled-Aptidon, Djibouti, Djibouti   | Eswatini                                 | V 2 - 1                                  | Éliminatoires de la Coupe du monde 2022  | RFC Seraing                              | Titulaire, remplacé par Youssouf Abdi Ahmed (en) à la 89e minute.     |
| 2                                        | 10 septembre 2019                        | Centre sportif Mavuso (en), Manzini, Eswatini             | Eswatini                                 | N 0 - 0                                  | Éliminatoires de la Coupe du monde 2022  | RFC Seraing                              | Entre en jeu à la place de Yonis Moussa Dirir à la 62e minute de jeu. |
| 3                                        | 9 octobre 2019                           | Stade El Hadj-Hassan-Gouled-Aptidon, Djibouti, Djibouti   | Gambie                                   | N 1 - 1                                  | Éliminatoires de la CAN 2021             | RFC Seraing                              | Titulaire.                                                            |
| 4                                        | 13 octobre 2019                          | Independence Stadium, Bakau, Gambie                       | Gambie                                   | N 1 - 1 2-3 t.a.b                        | Éliminatoires de la CAN 2021             | RFC Seraing                              | Titulaire.                                                            |
| 5                                        | 7 décembre 2019                          | Stade StarTimes, Kampala, Ouganda                         | Somalie                                  | N 0 - 0                                  | Coupe CECAFA des nations 2019 (en)       | RFC Seraing                              | Titulaire.                                                            |
| 6                                        | 11 décembre 2019                         | Stade Lugogo (en), Kampala, Ouganda                       | Burundi                                  | V 2 - 1                                  | Coupe CECAFA des nations 2019 (en)       | RFC Seraing                              | Titulaire.                                                            |
| 7                                        | 13 décembre 2019                         | Stade Lugogo (en), Kampala, Ouganda                       | Érythrée                                 | D 0 - 3                                  | Coupe CECAFA des nations 2019 (en)       | RFC Seraing                              | Titulaire, écope d'un carton jaune à la 57e minute de jeu.            |
| 8                                        | 15 décembre 2019                         | Stade Lugogo (en), Kampala, Ouganda                       | Ouganda                                  | D 1 - 4                                  | Coupe CECAFA des nations 2019 (en)       | RFC Seraing                              | Titulaire, remplacé par Saleh Bourhan Hassan à la 80e minute.         |
| 9                                        | 2 septembre 2021                         | Stade Mustapha-Tchaker, Blida, Algérie                    | Algérie                                  | D 0 - 8                                  | Éliminatoires de la Coupe du monde 2022  | Sliema Wanderers                         | Titulaire, remplacé par Darar Djama Aboubaker (en) à la 82e minute.   |
| 10                                       | 6 septembre 2021                         | Complexe sportif Moulay-Abdallah, Rabat, Maroc            | Niger                                    | D 2 - 4                                  | Éliminatoires de la Coupe du monde 2022  | Sliema Wanderers                         | Titulaire et buteur, écope d'un carton jaune à la 49e minute de jeu.  |
| 11                                       | 8 octobre 2021                           | Stade de Marrakech, Marrakech, Maroc                      | Burkina Faso                             | D 0 - 4                                  | Éliminatoires de la Coupe du monde 2022  | Sliema Wanderers                         | Titulaire.                                                            |
| 12                                       | 11 octobre 2021                          | Stade de Marrakech, Marrakech, Maroc                      | Burkina Faso                             | D 0 - 2                                  | Éliminatoires de la Coupe du monde 2022  | Sliema Wanderers                         | Titulaire.                                                            |
| 13                                       | 12 novembre 2021                         | Stade international du Caire, Le Caire, Égypte            | Algérie                                  | D 0 - 4                                  | Éliminatoires de la Coupe du monde 2022  | Sliema Wanderers                         | Titulaire.                                                            |
| 14                                       | 15 novembre 2021                         | Stade Général-Seyni-Kountché, Niamey, Niger               | Niger                                    | D 2 - 7                                  | Éliminatoires de la Coupe du monde 2022  | Sliema Wanderers                         | Titulaire, écope d'un carton jaune à la 69e minute de jeu.            |
| 15                                       | 23 mars 2022                             | Stade Borg Al Arab, Borg El Arab, Égypte                  | Soudan du Sud                            | D 2 - 4                                  | Éliminatoires de la CAN 2023             | Sliema Wanderers                         | Titulaire, remplacé par Saleh Bourhan Hassan à la 73e minute.         |
| 16                                       | 27 mars 2022                             | St. Mary's Stadium-Kitende (en), Entebbe, Ouganda         | Soudan du Sud                            | D 0 - 1                                  | Éliminatoires de la CAN 2023             | Sliema Wanderers                         | Titulaire, remplacé par Mahad Abdi à la 46e minute.                   |
| 17                                       | 26 août 2022                             | Stade de Marrakech, Marrakech, Maroc                      | Soudan                                   | D 1 - 4                                  | Éliminatoires du CHAN 2022               | AS Arta/Solar7                           | Titulaire et buteur.                                                  |
| 18                                       | 2 septembre 2022                         | Al Hilal Stadium, Omdourman, Soudan                       | Soudan                                   | D 2 - 3                                  | Éliminatoires du CHAN 2022               | AS Arta/Solar7                           | Titulaire, remplacé par Mahdi Houssein Mahabeh (en) à la 21e minute.  |
| 19                                       | 14 juin 2023                             | Stade Anjalay, Belle Vue Maurel, Maurice                  | Maurice                                  | V 3 - 1                                  | Match amical                             | AS Arta/Solar7                           | Titulaire.                                                            |
| 20                                       | 17 juin 2023                             | Complexe sportif de Côte d'Or (de), Saint-Pierre, Maurice | Pakistan                                 | V 3 - 1                                  | Match amical                             | AS Arta/Solar7                           | Titulaire, remplacé par Samatar Mohamed à la 91e minute.              |
| 21                                       | 16 novembre 2023                         | Stade international du Caire, Le Caire, Égypte            | Égypte                                   | D 0 - 6                                  | Éliminatoires de la Coupe du monde 2026  | AS Arta/Solar7                           | Titulaire.                                                            |
| 22                                       | 20 novembre 2023                         | Stade international du Caire, Le Caire, Égypte            | Guinée-Bissau                            | D 0 - 1                                  | Éliminatoires de la Coupe du monde 2026  | AS Arta/Solar7                           | Titulaire.                                                            |
| 23                                       | 9 janvier 2024                           | Nuevo Estadio de Malabo, Malabo, Guinée équatoriale       | Guinée équatoriale                       | N 1 - 1                                  | Match amical                             | AS Arta/Solar7                           | Titulaire.                                                            |
| 24                                       | 20 mars 2024                             | Stade de Marrakech, Marrakech, Maroc                      | Liberia                                  | D 0 - 2                                  | Éliminatoires de la CAN 2025             | AS Arta/Solar7                           | Titulaire.                                                            |
| 25                                       | 26 mars 2024                             | Complexe sportif Samuel-Kanyon-Doe, Monrovia, Liberia     | Liberia                                  | N 0 - 0                                  | Éliminatoires de la CAN 2025             | AS Arta/Solar7                           | Titulaire.                                                            |
| 26                                       | 27 octobre 2024                          | Stade Amahoro, Kigali, Rwanda                             | Rwanda                                   | V 1 - 0                                  | Éliminatoires du CHAN 2024               | AS Arta/Solar7                           | Titulaire, remplacé par Abdillahi Elmi à la 88e minute.               |
| 27                                       | 31 octobre 2024                          | Stade Amahoro, Kigali, Rwanda                             | Rwanda                                   | V 0 - 3                                  | Éliminatoires du CHAN 2024               | AS Arta/Solar7                           | Titulaire, remplacé par Awaleh Hosh à la 84e minute.                  |
| 28                                       | 24 mars 2025                             | Stade Ben M'Hamed El Abdi, El Jadida, Maroc               | Éthiopie                                 | D 1 - 6                                  | Éliminatoires de la Coupe du monde 2026  | AS Arta/Solar7                           | Titulaire.                                                            |

### Buts internationaux
| Buts internationaux de Warsama Hassan, | Buts internationaux de Warsama Hassan, | Buts internationaux de Warsama Hassan,         | Buts internationaux de Warsama Hassan, | Buts internationaux de Warsama Hassan, | Buts internationaux de Warsama Hassan,  | Buts internationaux de Warsama Hassan, | Buts internationaux de Warsama Hassan, | Buts internationaux de Warsama Hassan, | Buts internationaux de Warsama Hassan, |
| #                                      | Date                                   | Lieu                                           | Adversaire                             | Résultat                               | Compétition                             | Détail                                 | Détail                                 | Détail                                 | Cape                                   |
| -------------------------------------- | -------------------------------------- | ---------------------------------------------- | -------------------------------------- | -------------------------------------- | --------------------------------------- | -------------------------------------- | -------------------------------------- | -------------------------------------- | -------------------------------------- |
| 1                                      | 2 septembre 2021                       | Complexe sportif Moulay-Abdallah, Rabat, Maroc | Niger                                  | D 2 - 4                                | Éliminatoires de la Coupe du monde 2022 | 90e (coup franc)                       | du pied droit                          | 2-4                                    | 10e                                    |
| 2                                      | 26 août 2022                           | Stade de Marrakech, Marrakech, Maroc           | Soudan                                 | D 1 - 4                                | Éliminatoires du CHAN 2022              | 60e                                    | non connu                              | 1-3                                    | 17e                                    |

## Palmarès

### En club
|  |  | AS Arta/Solar7 - Championnat de Djibouti (1) : - Champion : 2024. - Coupe de Djibouti (1) : - Vainqueur : 2023. |